# Laura de la Uz

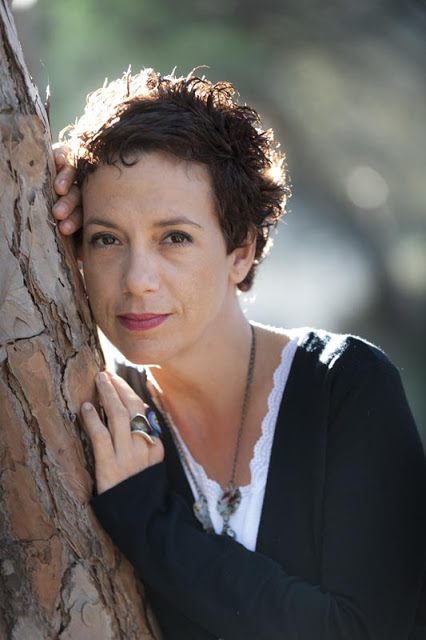
Laura de la Uz, 2012

Laura de la Uz (* 14. Februar 1970 in Havanna) ist eine kubanische Theater-, Kino- und Fernsehschauspielerin.

## Leben
Bereits während ihrer Studienzeit hatte sie ihr Kinodebüt. Für die Rolle im Film Hello Hemingway unter der Regie von Fernando Pérez wurde sie auf dem XII Festival Internacional del Nuevo Cine Latinoamericano mit dem Coral-Preis als beste weibliche Darstellerin geehrt. Im Jahre 1992 machte sie einen Abschluss an der „Escuela Nacional de Instructores de Teatro“ in Havanna.
Seitdem trat sie erfolgreich in zahlreichen Kino- und Fernsehproduktionen und im Kino auf. Ihre Auftritte in Bühnenklassikern wie Electra Garrigó oder La Boda und in Fernsehserien wie Blanco y Negro ¡No! und ¡Oh, La Habana! wurden von der Kritik gelobt.
Im Jahre 2000 schloss sie erfolgreich die Ausbildung als Schauspielerin an der Escuela Internacional del Gesto y la Imagen „La Mancha“ in Santiago de Chile ab. Im Rahmen ihres Studiums wurde sie in den Fächern Bewegung, Mimik, Masken, Pantomime, Straßentheater, klassische Komödie sowie als Buffon und Clown ausgebildet.
2001 führte sie Regie bei Mentita’s bar, einer Aufführung der Theatergruppe „La Sombra“ aus Santiago de Chile.

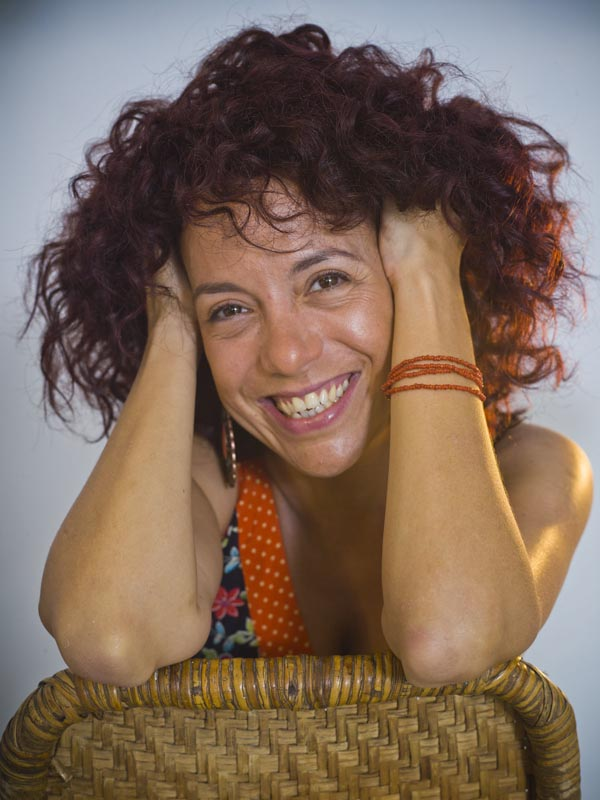
Laura de la Uz, 2012

## Filmografie (Auswahl)

### Kino
- 1990: Hello Hemingway – Regie: Fernando Pérez
- 1991: Ellos también comieron chocolate suizo (Kurzfilm) – Regie: Manuel Marcel
- 1992: Una pistola de verdad (Kurzfilm) – Regie: Eduardo de la Torre
- 1992: Historia de un amor adolescente (Kurzfilm) – Regie: Juanita Medina
- 1993: Madagascar – Regie: Fernando Pérez
- 1994: Amores – Regie: José Sanjurjo
- 1994: La muerte (Kurzfilm) – Regie: Gabriela Valentá
- 1996: Historias clandestinas de La Habana – Regie: Diego Musik
- 2006: Siberia – Regie: Renata Duque
- 2006: Divina desmesura (El Benny) – Regie: Jorge Luis Sánchez
- 2006: Homo sapiens (Kurzfilm) – Regie: Eduardo del Llano
- 2007: Liberia (Kurzfilm) – Regie: Renata Duque
- 2008: El cuerno de la abundancia – Regie: Juan Carlos Tabío
- 2009: Los minutos, las horas (Kurzfilm) – Regie: Janaina Marques
- 2009: Boleto al Paraíso – Regie: Gerardo Chijona
- 2010: Aché (Kurzfilm) – Regie: Eduardo del Llano
- 2010: Acorazado – Regie: Álvaro Curiel
- 2011: Extravíos – Regie: Alejandro Gil
- 2012: Y, sin embargo… – Regie: Rudy Mora
- 2012: Amor crónico – Regie: Jorge Perugorría
- 2012: Siete Días en La Habana – Regie: Benicio del Toro
- 2012: Lügen auf Kubanisch (La película de Ana) – Regie: Daniel Díaz Torres
- 2012: Esther en alguna parte – Regie: Gerardo Chijona
- 2014: La pared de las palabras – Regie: Fernando Pérez
- 2014: Vestido de novia – Regie: Marilyn Solaya
- 2015: Espejuelos oscuros – Regie: Jessica Rodríguez
- 2018: Yuli (2018) – Regie: Icíar Bollaín

### Fernsehen
- 1991: El Naranjo del Patio – Regie: Xiomara Blanco
- 1992: La Amada Móvil – Regie: Camilo Hernández.
- 1992: Konrad – Regie: José Luis Yánez
- 1992: Pocholo y su pandilla – Regie: Charlie Medina
- 1993: Blanco y Negro ¡No! – Regie: Charlie Medina
- 1996: A lo Mejor para el año que viene (Serie) – Regie:  Héctor Quintero
- 2004: Punto G – Regie: Miguel Brito
- 2006–2007: ¡Oh, La Habana! (Serie) – Regie: Charlie Medina

## Theater
- Mascarada Casal (1993), Regie: Armando Suárez Del Villar
- El Rey no ha muerto (1995), Regie: Allen Euclides.
- La boda (1997), Regie: Raúl Martín. Teatro de la Luna (Kuba)
- Mentita’s bar (2001), Regie: Laura de la Uz. Compañía La Sombra (Chile)
- Electra Garrigó (2006–2007), Regie: Raúl Martín. Teatro de la Luna (Kuba)
- Delirio Habanero (2006–2012), Regie: Raúl Martín. Teatro de la Luna (Kuba)
- Heaven (2008–2011), Regie: Raúl Martín. Teatro de la Luna (Kuba)
- La Dama del Mar (2012), Regie: Raúl Martín. Teatro de la Luna (Kuba)
- Reality Show (2014), Regie: Raúl Martín

## Preise
- CORAL-Preis als beste weibliche Darstellerin für ihre Rolle in Hello Hemingway auf dem XII Festival Internacional del Nuevo Cine Latinoamericano de La Habana (1990), Kuba
- Preis als beste weibliche Darstellerin, ebenfalls in Hello Hemingway auf dem 11. Atlantic Film Festival (1991), Kanada
- Würdigung der „Círculos Cinemátográficos de Italia“ (ARCI NOVA), für ihre Rolle in Madagascar auf dem XVI Festival Internacional del Nuevo Cine Latinoamericano de La Habana, Kuba
- CARICATO-Preis der „Asociación de Artistas Escénicos de la UNEAC“ für ihre Rollen in den Filmen Madagascar und Amores (1995), Kuba
- CARICATO-Preis der Asociación de Artistas Escénicos für ihren Theaterauftritt in La Boda (1997), Kuba
- Nominierung der „Asociación de Cronistas de Espectáculos de Nueva York“ für ihre Rolle in dem Film Madagascar (1997), New York, USA
- CARICATO-Preis “Francisco Covarrubias” als beste weibliche Darstellerin für ihre Theaterrolle in Delirio Habanero (2006)
- „La Avellaneda“-Preis als beste weibliche Darstellerin auf dem „Festival de Teatro de Camaguey“ für ihre Theaterrolle in Delirio Habanero (2006), Kuba
- CARICATO-Preis der UNEAC für ihre Rolle in dem Film El cuerno de la abundancia, La Habana (2008), Kuba
- Preis als beste weibliche Darstellerin für ihre Rolle in Los minutos, las horas auf dem III. Festival de Bueu, Galicien, Spanien
- Preis als beste Darstellerin für ihre Rolle in Los minutos, las horas, Festival Latinoamericano de Cinema, Itu, Brasilien
- Preis als beste Darstellerin im Weltkino für ihre Rolle in Los minutos, las horas auf dem IV Festival Internacional de Cinema, Itu, Brasilien
- Preis als beste Darstellerin für ihre Rolle in Los minutos, las horas von Vitória Cine Vídeo 2010, Brasilien
- „Florencio Escudero“-Preis der UNEAC auf dem „Festival de Teatro de Camaguey“ als beste weibliche Darstellerin in Delirio Habanero Kuba
- Preis als weibliche Darstellerin auf dem „Festival Internacional de Torrelavega“ (Spanien), 2011
- Preis der „Asociación de  Críticos de Nueva York“ (ACE) als beste Gastschauspielerin für ihre Theaterrolle in Delirio Habanero (2012), New York
- CORAL-Preis als beste weibliche Darstellerin für ihre Rolle in den Film Lügen auf Kubanisch auf dem XXXIV Festival Internacional del Nuevo Cine Latinoamericano de La Habana (2012), Kuba
- CARICATO-Preis der Asociación de Artistas Escénicos de la UNEAC für ihre Rolle in Lügen auf Kubanisch (2012), Kuba
- Preis „Mucuripe“ als beste weibliche Darstellerin für ihre Rolle in Lügen auf Kubanisch beim 23. Iberoamerikanischen Filmfestival von Ceará (2013), Brasilien